# John Ford (dramaturg)
John Ford (ur. 17 kwietnia 1586, zm. ok. 1640) – angielski poeta i dramaturg.
Autor pełnych okrucieństwa i perwersyjnych namiętności tragedii pisanych białym wierszem (m.in. sztuki 'Tis Pity She's a Whore z 1633 roku, poruszającej problem kazirodczej miłości między bratem a siostrą) oraz dramatu historycznego w stylu szekspirowskim Perkin Warbeck (1634).